# 威特德廣場 (亞利桑那州)
威特德廣場（英語：Whitted Place）是位於美國亞利桑那州可可尼諾縣的一個非建制地區。該地的面積和人口皆未知。

## 地理
威特德廣場的座標為34°43′55″N 110°57′37″W / 34.73194°N 110.96028°W，而該地的平均海拔高度為1884米（即6181英尺）。